# Придорожный (Астраханская область)
Придорожный — посёлок в Приволжском районе Астраханской области России. Входит в состав Татаробашмаковского сельсовета.

## География
Посёлок находится в юго-восточной части Астраханской области, на правом берегу
рукава Кизань дельты реки Волги, на расстоянии примерно 19 километров (по прямой) к юго-востоку от посёлка Началово, административного центра района.
Уличная сеть посёлка состоит из 2 объектов: ул. Луговая и ул. Центральная.
Климат
умеренный, резко континентальный. Характеризуется высокими температурами летом и низкими — зимой, малым количеством осадков, а также большими годовыми и летними суточными амплитудами температуры воздуха.

## Население
| 2002 | 2010 |
| ---- | ---- |
| 118  | ↗164 |

Национальный и гендерный состав
По данным Всероссийской переписи, в 2010 году численность населения посёлка составляла 164 человека (79 мужчин и 85 женщин). Согласно результатам переписи 2002 года, в национальной структуре населения русские составляли 65 %.
| Национальность | Численность (2010) | Процент |
| -------------- | ------------------ | ------- |
| Русские        | 120                | 75%     |
| Татары         | 21                 | 13,1%   |
| Чеченцы        | 14                 | 8,8%    |
| Украинцы       | 5                  | 3,1%    |
| Всего          | 160                | 100%    |